# 赖斯多夫
赖斯多夫（德语、法语：Reisdorf）是卢森堡东部的一个市镇和小镇，位于绍尔河畔，属于迪基希县。 

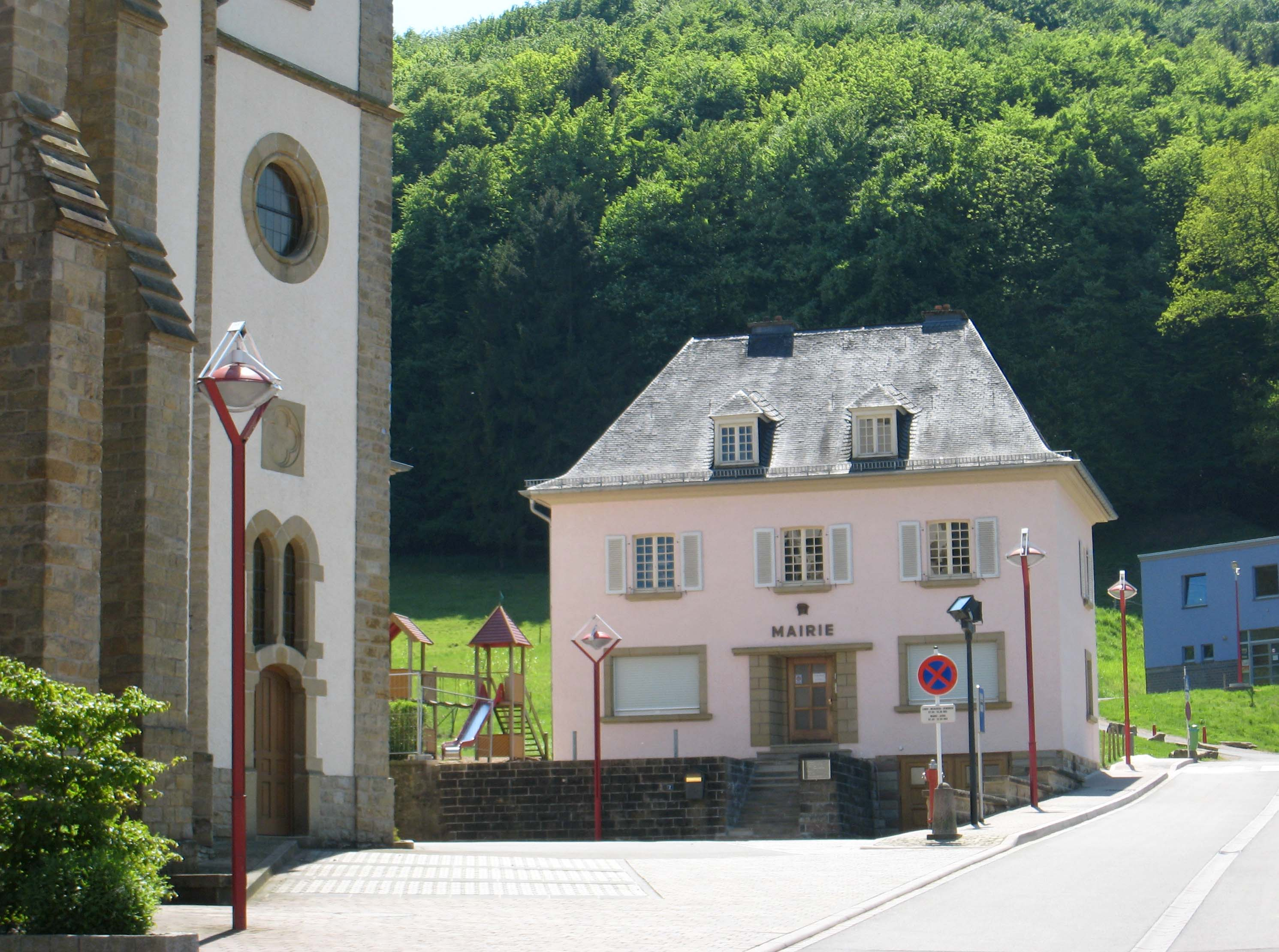
赖斯多夫市政厅
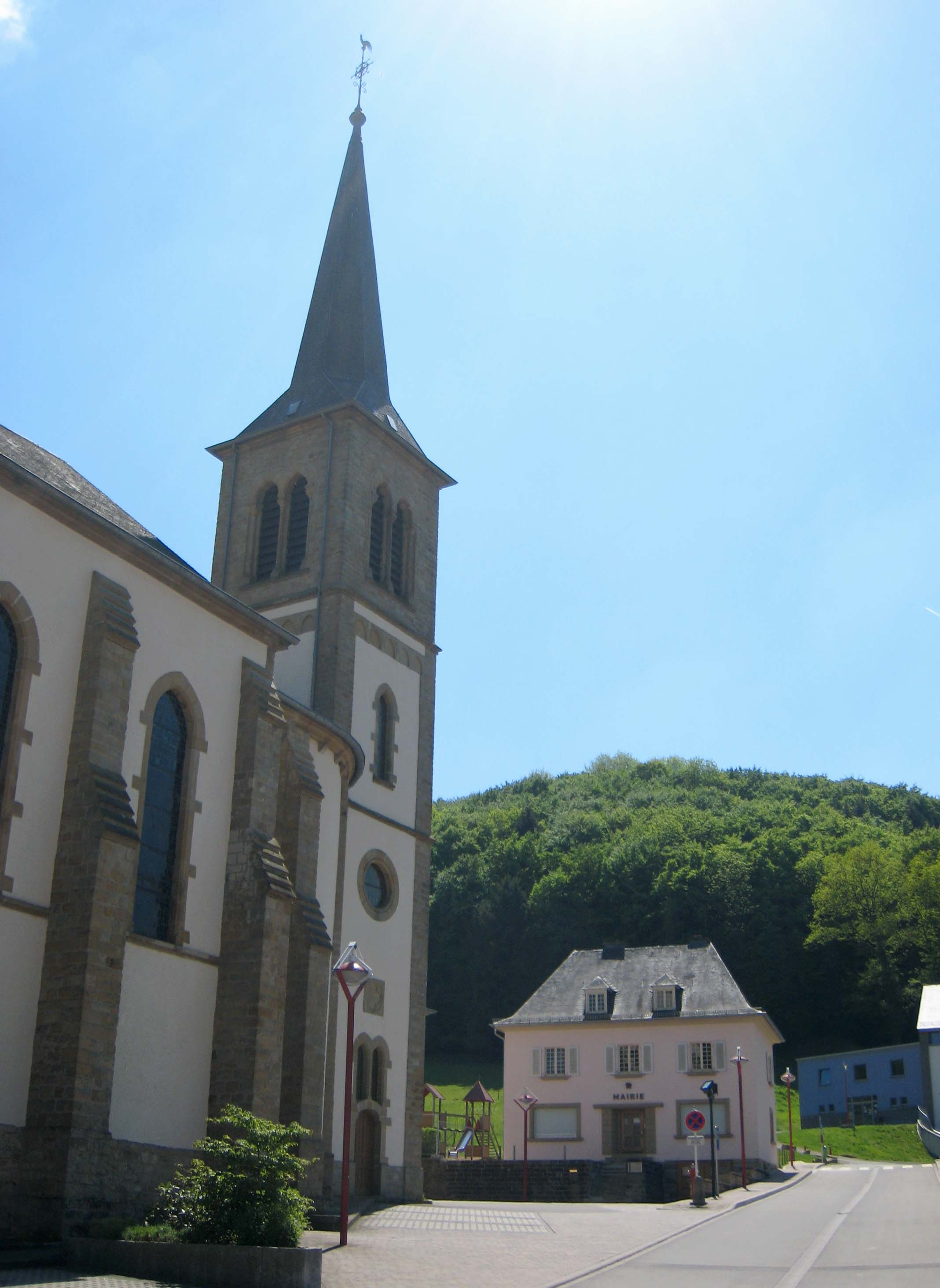
赖斯多夫市政厅和教堂
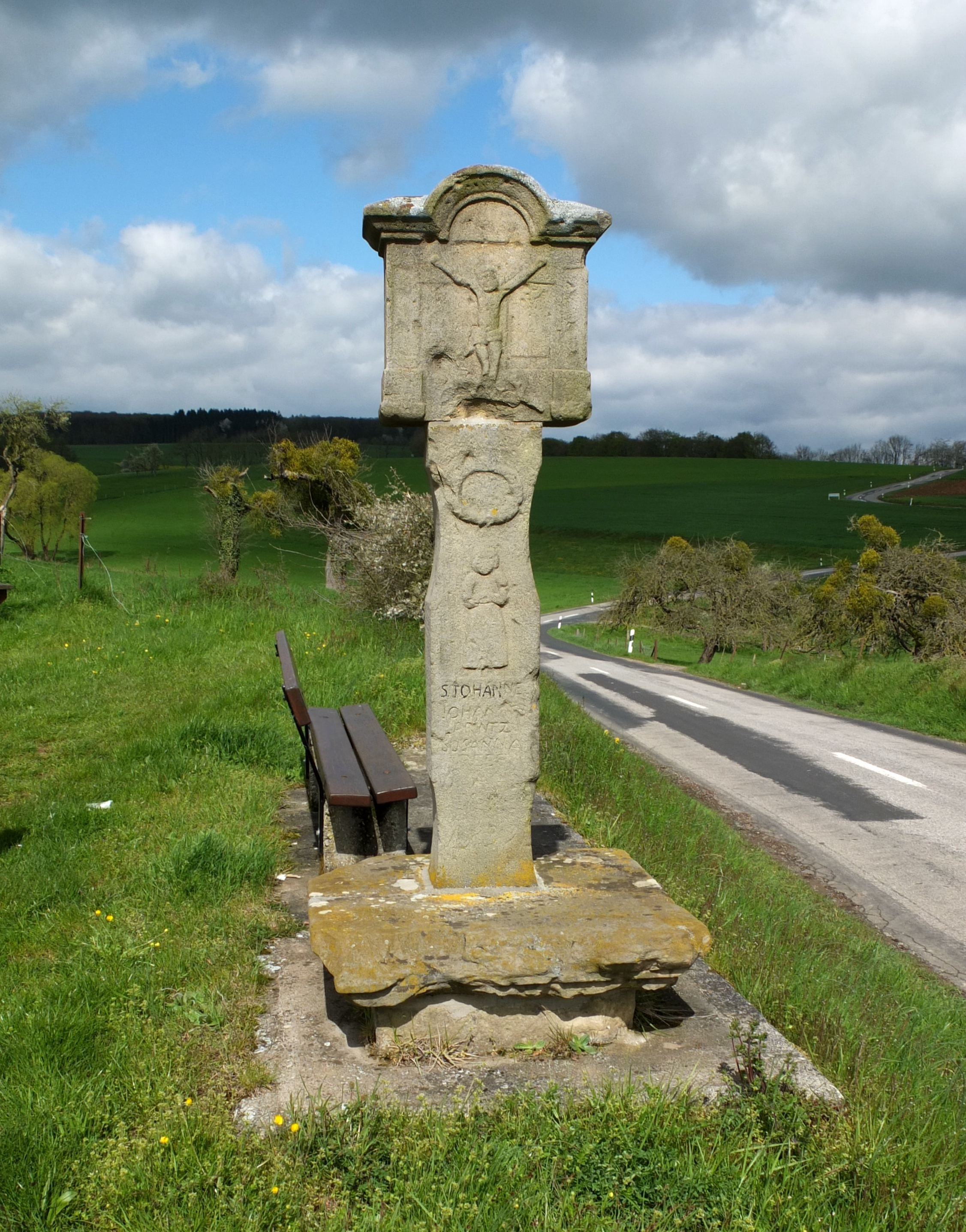
镇外的N10公路旁的路边十字架